# Котиньола
Котиньо̀ла (на италиански: Cotignola, на местен диалект Cudgnôla, Кудъньола) е малък град и община в Северна Италия, провинция Равена, регион Емилия-Романя. Разположен е на 19 m надморска височина. Населението на града е 7414 души (към 2010 г.).